# Szymon Matusiak
Szymon Matusiak, pseud. i krypt. Szymon Stępień, S.M. (ur. 26 października 1854 w Stalach, powiat tarnobrzeski, zm. 31 października1922 w Rozwadowie) – polski folklorysta, gwaroznawca, nauczyciel i dyrektor seminariów nauczycielskich w Bochni, Krakowie i Krośnie. 
Był uczniem Lucjana Malinowskiego. Pisał na temat gwar swoich stron rodzinnych, a także o folklorze: Nasze kwiaty polne (1881), Historia polska w opowiadaniach ludu (1881). W piśmie Lud opublikował serię tekstów na tematy „starożytnicze” (O piaście, 1902; Lech czy Lęch, 1904; Olimp polski według Długosza, 1908; Sobótka, 1907). Matusiak był też redaktorem wydawanego w Krakowie pisma Krakus, oraz lwowskiego „Ludu”.
W ocenie Juliana Krzyżanowskiego Matusiak nie posiadał wystarczających zdolności i przygotowania naukowego, by sprostać trudnościom związanym z badanymi problemami, ale publikacje tego badacza odniosły ten dobry skutek, że wywołały polemiki i owocne koncepcje Aleksandra Brücknera.